# اضحك مع ديك وجين (فلم 1977)
أضحك مع ديك وجين فيلم أمريكي أُنتج في عام 1977، والفيلم من بطولة جين فوندا، وجورج سيغل. كما أعيد أُنتجه فيلم في 2005 بنفس العنوان وكان من بطولة جيم كاري، وتيا ليوني.

## وصلات خارجية
- مقالات تستعمل روابط فنية بلا صلة مع ويكي بيانات